# Guiers mort
Pour les articles homonymes, voir Guiers (homonymie) et Guiers Vif.
Le Guiers mort est une rivière française qui prend sa source dans le massif de la Chartreuse. Il est un affluent du Guiers en rejoignant le Guiers vif à Entre-Deux-Guiers et est donc un sous-affluent du Rhône.

## Géographie
Le Guiers mort prend sa source entre le sommet de la Dent de Crolles et le hameau Perquelin, vers 1 400 m d'altitude. Le tronçon retenu pour la labélisation Rivière Sauvage le 27 juillet 2019 de cette rivière au niveau 1 s'étend sur 12 km depuis sa source jusqu'au barrage de Fourvoirie dans la commune de St-Laurent-du-Pont. Il reçoit de nombreux ruisseaux sur ses rives. Sur sa rive droite, des ruisseaux venant de la source de Bellefond et de l'émergence de Fontaine Noire et plus bas, le ruisseau du Couson provenant du col de Cucheron et l'émergence de Combe Chaude, puis encore plus bas dans la vallée, le ruisseau de Pont St-Pierre, enfin il reçoit un ruisseau issu de la porte de la Cambise. Sur sa rive gauche, un ruisseau venant du col des Ayes et un ruisseau émissaire de la source du Giglas et plus bas, le ruisseau des Cordeliers ainsi que la source de la Porte de l'Enclos et le ruisseau de Vallombré. Plus bas il reçoit l'émergence de la grotte de la Passerelle ainsi que le ruisseau de Tenaison.

## Hydrologie
Durant la période d'observation de 1970 à 1974, le Guiers mort a un débit moyen de 3,94 m3/s dans un bassin versant géographique de 97 km2 et un bassin versant géologique de 101 km2. Son débit spécifique est de 40,7 s/km2. Des données récentes sont disponibles sur le site d'Hydroréel.
Son régime hydrologique est donc de type nivo-pluviale.

## Spéléologie
Il existe des parcours de spéléologie, notamment autour de la source du Guiers mort.

## Faune et flore

### Flore
Le Guiers mort coule dans la forêt de la grande chartreuse qui est classée comme étant une forêt d'exception et fait partie du site spécial de conservation Natura 2000 Ubacs du Charmant Som et gorges du Guiers Mort dont la superficie est de 2 329 ha depuis l'arrêté de création du 12 avril 2016.
La région biogéographique du site est alpine et comprend les classes d'habitat suivantes : 
- forêts caducifoliées à 61 % ;
- forêts de résineux à 19 % ;
- prairies semi-naturelles humides, prairies mésophiles améliorées à 9 % ;
- pelouses sèches, steppes à 6 % ;
- rochers intérieurs, éboulis rocheux, dunes intérieures, neige ou glace permanente à 5 %[8].

De nombreuses plantes sont présentes dans la forêt autour du Guiers mort. Des espèces vulnérables telles que la Vulnéraire des chartreux ou le sabot de Vénus peuvent y être retrouvées. De nombreuses espèces plus communes sont également présente comme l'Herbe à Robert, la Véronique à feuilles d’ortie, la Centaurée des montagnes, la Lunaire Vivace ou la Saxifrage à feuilles rondes,.

### Faune
La truite fario est présente dans le Guiers mort,. De nombreuses espèces peuvent être retrouvées autour du Guiers mort, notamment des oiseaux tel que le cincle plongeur ou le martin pêcheur, mais également des mammifères tel que le lynx, la chauve-souris ou le chamois. On y retrouve aussi des Rosalie des alpes, un insecte coléoptère protégé,.

## Principaux sites
- Le Guiers mort est traversé par le pont Pérent, construit dans les années 1500 et classé Monument Historique en 1923[14]. L'ONF avait prévu en 2016 d'effectuer des travaux sur ce pont[3].
- Le pont du Martinet[7], inscrit depuis 1923 au titre des monuments historiques et construit entre 1653 et 1659[15].
- Les gorges du Guiers mort[16].

## Labels
Le Guiers mort coule dans une région ayant obtenu différents labels :
- Le Guiers mort a été labellisé Rivière Sauvage le 27 juillet 2019[3]
- La forêt autour du Guiers mort a été classée forêt d'exception en 2015[7]
- Le Guiers mort coule dans deux sites Natura 2000 : celui des Hauts de Chartreuse (Arrêté de création du 31 mai 2010)[17] et celui des Ubacs du Charmant Som et Gorges du Guiers mort (Arrêté de création du 12 avril 2016)[8],[18]
- Le bassin versant du Guiers mort est labellisé ZNIEFF de type I[19] sur 36% de sa surface et ZNIEFF de type II[19] sur 91% de sa surface[2].